# کرکی (ترکمنستان)
کِرکی (Kerki)، کَرکوه یا زَم (Zamm) یکی از شهرهای جمهوری ترکمنستان می‌باشد. این شهر در استان لب آب در شرق جمهوری ترکمنستان واقع شده‌است.
نام رسمی این شهر میان سال‌های ۱۹۹۹ تا ۲۰۱۷ آتامُراد (Atamyrat) بود و پس از آن دوباره کِرکی نامیده شد.
نام کرکوه فارسی است ولی امروزه به ترکمنی به شکل کرکی (Kerki) تلفظ می‌شود.